# بيلي تان
بيلي تان هو فنان قصص مصورة ماليزي، ولد في 1970.

## وصلات خارجية
- الموقع الرسمي